# Helicius
Helicius Zabka, 1981 è un genere di ragni appartenente alla famiglia Salticidae.

## Distribuzione
Le cinque specie oggi note di questo genere sono diffuse in Corea, Giappone, Russia e Bhutan; 3 specie su 5 sono endemismi.

## Tassonomia
Come indicato dall'aracnologo Brignoli, il nome di questo genere era già stato adoperato da Prószynski nel 1976 in qualità di nomen nudum; effettuato uno studio sugli esemplari da parte di Zabka nel 1981, gli è stato attribuito l'attuale nome (la specie tipo esaminata è Telamonia cylindrata (Karsch, 1879)).
A dicembre 2010, si compone di cinque specie:
- Helicius chikunii (Logunov & Marusik, 1999) — Russia
- Helicius cylindratus (Karsch, 1879)[2] — Corea, Giappone
- Helicius hillaryi Zabka, 1981 — Bhutan
- Helicius kimjoopili Kim, 1995 — Corea
- Helicius yaginumai Bohdanowicz & Prószynski, 1987 — Corea, Giappone